# Præsidentvalget i Island 2016
Der afholdes præsidentvalg i Island 25. juni 2016. Den valgte præsidents embedsperiode begynder 1. august.
Det islandske præsidentembede indeholder betydelige magtbeføjelser, men har traditionelt været tolket som en ceremoniel rolle af embedets varetagere, der har talt kulturpersonligheder som nationalmuseumsdirektør Kristján Eldjárn og teaterdirektør Vigdís Finnbogadóttir. Ólafur Ragnar Grímsson har imidlertid givet embedet øget politisk vægt, mest markant ved sin beslutning om at sende Icesave-loven til folkeafstemning på trods af, at den var vedtaget af Altinget. Et hovedtema i valgkampen bliver derfor, om præsidentembedet skal bruges politisk, eller præsidenten atter skal indtage en primært ceremoniel rolle.

## Valgmåde
Islands præsident bliver valgt ved flertalsvalg i en enkelt valgrunde.

## Kandidater
Sidste frist for at anmelde sin kandidatur er fem uger før valgdagen, dvs. lørdag den 21. maj. Traditionelt stiller kandidater med en reel chance for at vinde først op i marts eller april. Den islandske presse publicerer forinden meningsmålinger indeholdende en lang række personligheder, der har gjort sig bemærket indenfor kulturliv, erhvervsliv, organisationer eller politik, og derfor antages for at være mulige kandidater. Man skal være islandsk statsborger og fyldt 35 år på valgdagen for at kunne stille op.

### Ólafur Ragnar Grímsson
Den siddende præsident Ólafur Ragnar Grímsson, bekendtgjorde i sin nytårstale, at han ikke ville kandidere til en sjette valgperiode., men skiftede mening efter regeringskrisen i forbindelse med omtalen af statsminister Sigmundur David Gunnlaugssons selskab i Panama-papirerne, og bekendtgjorde 18. april, at han alligevel kandiderer til en sjette valgperiode. Han valgte dog at trække sit kandidatur 9. maj efter at hans kones skatteforhold var kommet i mediernes søgelys.

### Davíð Oddsson
Islands tidligere statsminister Davíð Oddsson anmeldte 8. maj sit kandidatur, hvilket ifølge iagttagere også var medvirkende til præsidentens beslutning om ikke at stille op alligevel, da de ville konkurrere om de samme stemmer blandt borgerlige EU-modstandere, provinsboere og den ældre del af befolkningen.

### Hovedkandidater
- Andri Snær Magnason - forfatter og miljøaktivist.[7]
- Davíð Oddsson – chefredaktør for Morgunblaðið, statsminister (1991-2004) og tidl. formand for Selvstændighedspartiet.[6]
- Guðni Th. Jóhannesson - historiker, forfatter og lektor ved Islands Universitet.[8]

### Øvrige kandidater
- Ástþór Magnússon - forretningsmand og fredsaktivist, der har kandideret tre gange tidligere, i 1996, 2004, og 2012.[9][10]
- Elísabet Jökulsdóttir - forfatter og freelancejournalist.[11]
- Guðrún Margrét Pálsdóttir - sygeplejerske og grundlægger af ABC Barnahjálp, en hjælpeorganisation med fokus på børn i Asien og Afrika.[12]
- Halla Tómasdóttir - ivæksætter og investor.[13]
- Hildur Þórðardóttir - folklorist og healer. [14]
- Sturla Jónsson - lastbilchauffør, demonstrant, og formand for partiet Sturla Jónsson.[15]

### Afslag
- Jón Gnarr - entertainer og tidligere borgmester i Reykjavík, var storfavorit, men bekræftede 15 januar 2016, at han ikke ville kandidere til præsidentembedet.[16]
- Katrín Jakobsdóttir - formand for Venstrepartiet – De Grønne, førte i meningsmålingerne, men bekendtgjorde 15. marts, at hun ikke er kandidat.[17]

### Happening
- Snorri Ásmundsson - konceptkunstner, udsendte en erklæring, hvori han bekendtgjorde sin hensigt om at ville kandidere til præsidentposterne i både Island og Mexico for efterfølgende at forene dem i et embede.[18][19]

### Tidslinje for kandidater
En række kandidater suspenderede deres kampagner før tilmeldingsfristen, mens Baldur Ágústsson (ejendomshandler, stillede også op i 2004.) og Magnús Ingberg Jónsson (fiskeriingeniør og iværksætter) ikke formåede at samle tilstrækkelig med underskrifter. Denne tidslinje illustrerer forløbet.

## Meningsmålinger
| Måling                  | Dato        | Olafur Ragnar Grímsson | Guðni Th. Jóhannesson | Andri Snær Magnason | Halla Tómasdóttir | Davið Oddsson | Øvrige |
| ----------------------- | ----------- | ---------------------- | --------------------- | ------------------- | ----------------- | ------------- | ------ |
| MMR                     | 22-26 april | 52.6                   | -                     | 29.4                | 8.8               | -             | 9.2    |
| Fréttablaðið            | 2-3 maj     | 45                     | 38                    | 11                  | 3                 | -             | 3      |
| MMR                     | 6-9 maj     | 25.3                   | 59.2                  | 8.8                 | 1.7               | 3.1[†]        | 1.9    |
| Fréttablaðið            | 10 maj      | 3.2                    | 69.0                  | 10.7                | 1.0               | 13.7          | 2.4    |
| Maskína                 | 10-13 maj   | -                      | 67.2                  | 12.1                | 2.9               | 14.8          | 3.0    |
| Félagsvísindastofnun HÍ | 14 maj      | -                      | 67.1                  | 7.8                 | 1.5               | 17.4          | 6.2    |

| ^ baseret på 27% af målingen. |